# Roca Remolinos
La Roca Remolinos, también denominada Roca la Concha, (en inglés: Eddystone Rock) es una roca y arrecife que se encuentra al norte del estrecho de San Carlos y de la ensenada del Norte, en el archipiélago de las Malvinas. Posee 44 m s. n. m. y un faro. Se localiza al noroeste del cabo Leal en la isla Soledad.

## Historia
Algunas de las primeras personas que avistaron la roca eran la tripulación de la nave de Louis Antoine de Bougainville, que le dio el nombre de "Torre de Bissy".
El Teniente Lowcay durante su encuesta 1837 en las islas Malvinas, anota en su diario:

Sunday, 10 Dec ... At 8 a.m. observed the Eddystone; this remarkable rock lies off the entrance of Falkland Sound and making it from the eastward it has the appearance of a round island, and from the westward it looks like a sail.

Domingo, 10 de diciembre ... A las 8 am observo el Eddystone, esta notable roca se encuentra frente a la entrada del estrecho de San Carlos y viéndolo desde el este tiene la apariencia de una isla redonda, y desde el oeste se ve como una vela.